# Koppl
Koppl è un comune austriaco di 3 409 abitanti nel distretto di Salzburg-Umgebung, nel Salisburghese. Nel 1935 ha inglobato la località di Guggenthal, già frazione del comune soppresso di Gnigl.